# و اسب آبی‌ها در محفظه‌هایشان جوشانده شدند
و اسب آبی‌ها در محفظه‌هایشان جوشانده شدند، رمانی‌ست نوشته جک کرواک و ویلیام اس. باروز. این کتاب در سال ۱۹۴۵ نوشته شد، یعنی یک دهه قبل از این که این دو نویسنده به عنوان چهره‌های اصلی نسل بیت، اسم و رسمی پیدا کنند و تا سال ۲۰۰۸ منتشر نشد.

## خلق اثر
هر یک از دو نویسنده، به تناوب یک فصل کتاب را از زبان یک شخصیت نوشته‌اند. باروز، با نام ویلیام لی (بعداً اولین کتاب خود، معتاد را با همین نام مستعار منتشر کرد) شخصیت «ویل دنیسون» را نوشت، کرواک، با نام جان کرواک، شخصیت «مایک ریکو» را به دست گرفت.
براساس کتاب نسل بیت در نیویورک نوشته بیل مورگان، این رمان با الهام از ماجرای قتل دیوید کمرر به دست لوسین کار نوشته شده‌است. کار، در حال مستی، دیوید کمرر را با ضربات چاقو به قتل رساند و جسدش را به رود هادسن انداخت. برخی این قتل را دفاع از خود دانسته‌اند. کار، ابتدا نزد باروز و سپس کرواک، به قتل اعتراف کرد اما هیچ‌کدام آن را به پلیس گزارش ندادند. وقتی سرانجام لوسین کار خود را به پلیس تسلیم کرد، باروز و کرواک هم دستگیر شدند. کرواک مدتی را در زندان به سر برد زیرا پدرش حاضر به پرداخت وثیقه او نشده بود، باروز با وثیقه خانواده‌اش به سرعت آزاد شد. (خانواده ادی پارکر، دوست دختر کرواک، به شرط آن که کرواک و پارکر با هم ازدواج کنند، حاضر به پرداخت وثیقه شدند. کرواک در زندان ازدواج کرد)

## عنوان
گفته می‌شود عنوان این کتاب از یک خبر گرفته شده‌است. باروز، خبر آتش‌سوزی در یک سیرک را می‌شنود (به احتمال زیاد آتش‌سوزی سیرک هارتفورد، که در ۶ ژوئیه ۱۹۴۴ رخ داد) و حالت هیستریک گوینده، موقع خواندن خبر توجه او را به خود جلب می‌کند.
کرواک در مصاحبه با پاریس ریویو، در سال ۱۹۶۷ اصل داستان را تأیید کرد اما ادعا کرد آتش‌سوزی مورد نظر در باغ وحش لندن بوده‌است.
جیمز گراورهولز در یادداشتی که بر چاپ ۲۰۰۸ کتاب نوشت اظهار داشت که منشأ این عنوان تأیید نشده و محتمل است مربوط به حادثه‌ای در باغ وحشی در مصر یا آتش‌سوزی در یک سیرک باشد.

## شخصیت‌ها
کرواک اغلب شخصیت‌های داستانی خود را بر اساس دوستان و خانواده می‌نوشت.
| شخصیت حقیقی                      | شخصیت داستانی             |
| -------------------------------- | ------------------------- |
| جک کرواک                         | مایک ریکو                 |
| ویلیام اس. باروز                 | ویل دنیسون                |
| لوسین کار                        | فیلیپ توریان              |
| دیو کمرر                         | رمزی آلن، یا ال           |
| ادی پارکر                        | جینی                      |
| سلین یانگ                        | باربارا "بابز" بنینگتون   |
| جان کینگزلند                     | جیمز کتکارت               |
| راسل کار، پدر لوسین کار          | آقای توریان یا آقای راجرز |
| ماریون کار، مادر لوسین کار       | خانم توریان               |
| گادفری س. راکفلر، دایی لوسین کار | دایی فیلیپ توریان         |
| چندلر بروسارد                    | کریس ریورز                |
| نیل اسپالن                       | هیو مداکس                 |
| روت لوئیز مک ماهون               | آگنس اورورک               |
| دونا لئونارد                     | دلا                       |
| ترزا ویلارد                      | بانی                      |
| پاتریشیا گود هریسون              | جین بول                   |
| توماس اف. هیلی                   | تام سالیوان               |
| "هوگی" نورمن او نورتون           | دنی بورمن                 |
| جو گولد                          | جو گولد                   |

## انتشار
باروز هرگز خیال انتشار اسب‌آبی‌ها… را نداشت. به نظر او این رمان «نه خوب نوشته شده بود و نه جالب بود». در فیلم مستند چه اتفاقی برای کرواک افتاد؟ (۱۹۸۶) هم بار دیگر تایید کرد که از نظر او کتاب قابل توجهی نیست.
به گفتهٔ جیمز گراورهولز، علی‌رغم تلاش‌های فراوان کرواک و دیگران، سه مانع بر سر راه انتشار این کتاب وجود داشت: یکی این که تقاضایی برای چاپ آن در بازار کتاب وجود نداشت، دوم، مخالفت سفت و سخت لوسین کار با تلطیف «اتفاق تراژیکی که جوانی او را نابود کرد» و دلیل سوم، طرح شکایت از سوی باروز بود. پس از انتشار بخش‌هایی از کتاب در مجلهٔ نیویورک در سال ۱۹۷۶ باروز دادخواستی مبنی بر نقض حق تکثیر، افترا و تجاوز به حریم خصوصی تنظیم کرد. این دادخواست، در دههٔ ۱۹۸۰ حل و فصل شد.
پس از مرگ باروز در سال ۱۹۹۷، مسئولیت رتق و فتق املاک و انتشار آثار چاپ نشدهٔ او به گراورهولز سپرده شد. در کتاب مجموعه آثار باروز، به نام Word Virus که پس از مرگ نویسنده، توسط گراورهولز منتشر شد گزیده‌ای از اسب‌آبی‌ها... گنجانده شد (باروز قبل از مرگ اجازه انتشار آن را داده بود). اما گراورهولز به دلیل رفاقتش با لوسین کار موافقت کرد کتاب کامل را در زمان حیات او منتشر نکند. درگذشت کار در سال ۲۰۰۵، راه را برای انتشار نسخهٔ کامل کتاب هموار کرد.
این کتاب، عاقبت در نوامبر ۲۰۰۸ از سوی انتشارات کتاب پنگوئن منتشر شد. نسخه آمریکایی توسط گروو پرس منتشر شد.

## نقدها
یان پیندار در گاردین نوشت که با نظر باروز در مورد این کتاب موافق است، اما این نکته را هم اضافه کرد که: «نه باروز و نه کرواک در اوج توانایی خود نیستند، اما اسب‌آبی‌ها، به عنوان گواهی بر استعداد نهفتهٔ آنان، واجد ارزش است.»
نیویورک تایمز نوشت کتاب «بی‌قوام» است، «تکرار مکررات» است و «ناشیانه» نوشته شده. در این نقد آمده: «بهترین چیزی که از همکاری جک کرواک و ویلیام اس. باروز درآمده، عنوان ترسناک و خنده‌دار کتاب است.» «شخصیت‌های تک‌بعدی داستان ذره‌ای جذابیت ندارند و اگر یک دلیل برای خواندن این کتاب نامهم وجود داشته باشد این است که خواننده از روزگار کرواک و باروز در نیویورک سال‌های جنگ باخبر می‌شود.» 
ایندیپندنت نقد مثبتی بر کتاب منتشر کرد: «این رمان ادعایی در فتح قله‌های ادبی ندارد، اما خواندنش خالی از لطف نیست».
فیلم سینمایی عزیزانت را بکش که در سال ۲۰۱۳ ساخته شد، اگرچه بر اساس این رمان نیست اما به وقایع منجر به قتل کمرر می‌پردازد که الهام بخش این کتاب بود.